# Creobota coccophthora
Creobota coccophthora är en fjärilsart som beskrevs av Turner 1931. Creobota coccophthora ingår i släktet Creobota och familjen mott. Inga underarter finns listade i Catalogue of Life.